# Christopher Evans (basket-ball)
Pour les articles homonymes, voir Christopher Evans (homonymie) et Evans.
Christopher Evans, né le 29 janvier 1991 à Chesapeake en Virginie, est un joueur américain de basket-ball. Il évolue aux postes d'ailier et d'ailier fort.

## Biographie
En août 2018, Evans rejoint le CB Gran Canaria, un club espagnol. Il est licencié par le club en décembre et rejoint le Pınar Karşıyaka en janvier 2019.
Au mois d'août 2020, il s'engage avec la Virtus Rome en première division italienne.

## Palmarès
- Leaders Cup 2018